# VLDLR-ассоциированная мозжечковая гипоплазия
VLDLR-ассоциированная мозжечковая гипоплазия (англ. VLDLR-associated cerebellar hypoplasia,VLDLRCH) — аномалия развития, связанная с нарушением работы гена VLDLR. Наследование носит аутосомно-рецессивный характер. Заболевание встречается в замкнутых сообществах, где высока вероятность родственного брака. Ряд случаев VLDLRCH описан в семьях Хаттеритов. Впервые обнаруженное в начале 1970-х и получившее название «синдром нарушенного равновесия» (англ. Disequilibrium syndrome), заболевание было переименовано после выявления связи с мутацией, затрагивающей ген VLDLR.